# Ilmenau (Elba)
|  | Per a altres significats, vegeu «Ilmenau (desambiguació)». |

L'Ilmenau (en baix alemany ídem) és un riu d'Alemanya que neix de la confluència dels rius Gerdau i Stederau a Veerßen un barri de la vila d'Uelzen a l'estat de Baixa Saxònia i que desemboca a l'Elba entre Stöckte i Hoopte, dos nuclis de Winsen an der Luhe i a l'estat de Baixa Saxònia. És el riu més llarg de la landa de la Lüneburger Heide.
La qualitat de l'aigua és de categoria II-III (mitjanament po·luit).
El riu és navegable sobre 28,84 km des de Lüneburg cap a l'Elba, fins a la resclosa Fahrenholz segons la Norma de Freycinet, enllà de classe III. D'ençà que una serradora va cessar el transport fluvial i una embarcació d'excursions també va parar el servei regular, el significat de l'Ilmenau per al transport s'ha reduït.Ek 2009 va inaugurar-se un carril bici de 120 km de Bad Bodenteich fins a la desembocadura a l'Elba, que utilitza en part l'antic camí de sirga. Entre Uelzen i Lünenburg és popular per excursions en canoa i caiac.

## Rescloses
| Rescloses  | Rescloses | Rescloses | Rescloses         | Rescloses      | Rescloses |
| ---------- | --------- | --------- | ----------------- | -------------- | --------- |
| Localitat  | llargada  | amplada   | profunditat       | alçària llibre | capacitat |
| Fahrenholz | 45,00m    | 6,50 m    | depèn de la marea |                |           |
| Wittorf    | 45,00m    | 6,50 m    | depèn de la marea |                |           |
| Bardowick  | 45,00m    | 6,50 m    | depèn de la marea |                |           |

Per l'orari de les rescloses vegeu «Ilmenau», al web Flussinfo. No hi ha cap peatge de resclosa per a les embarcacions esportiues.

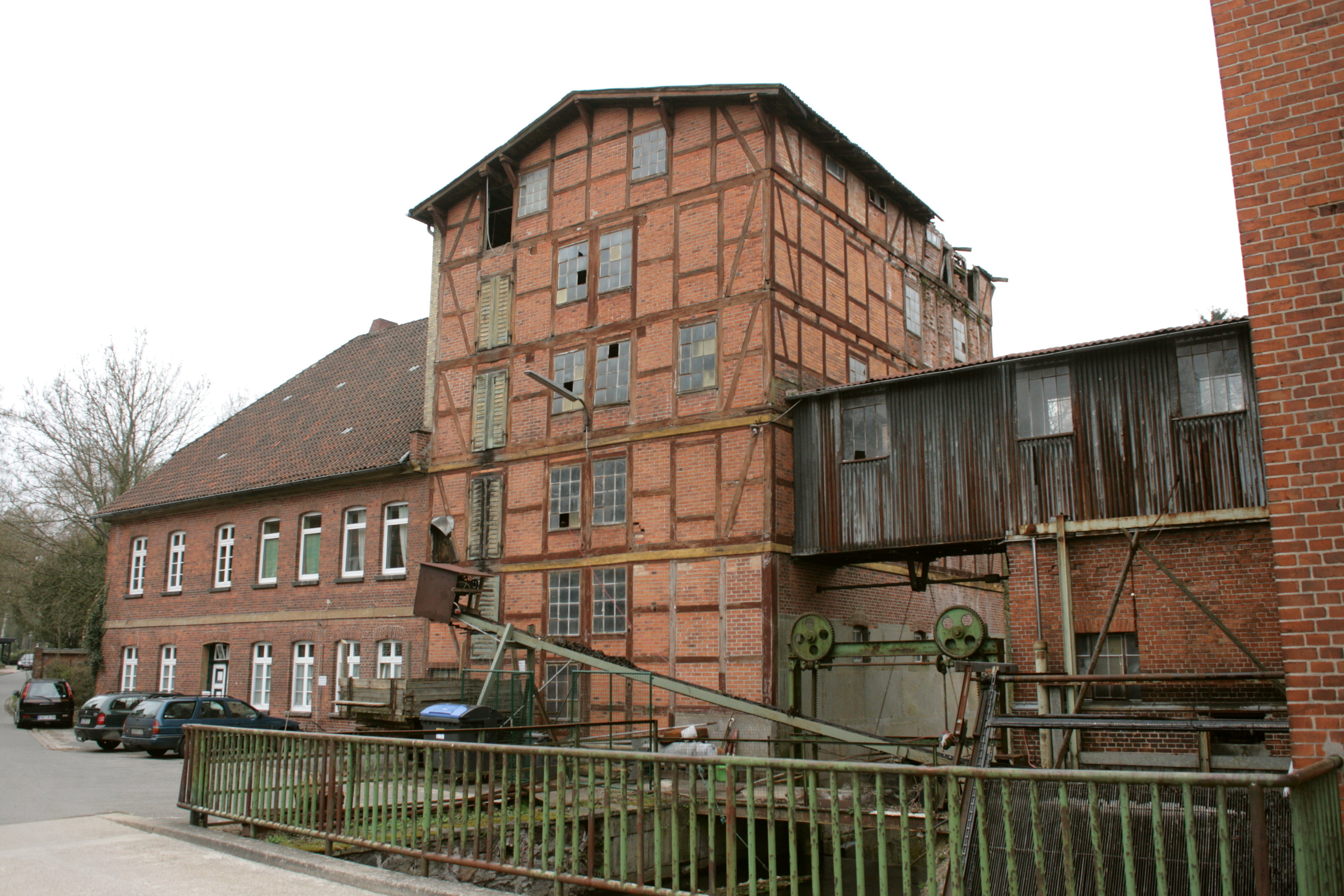
Molí a Medingen
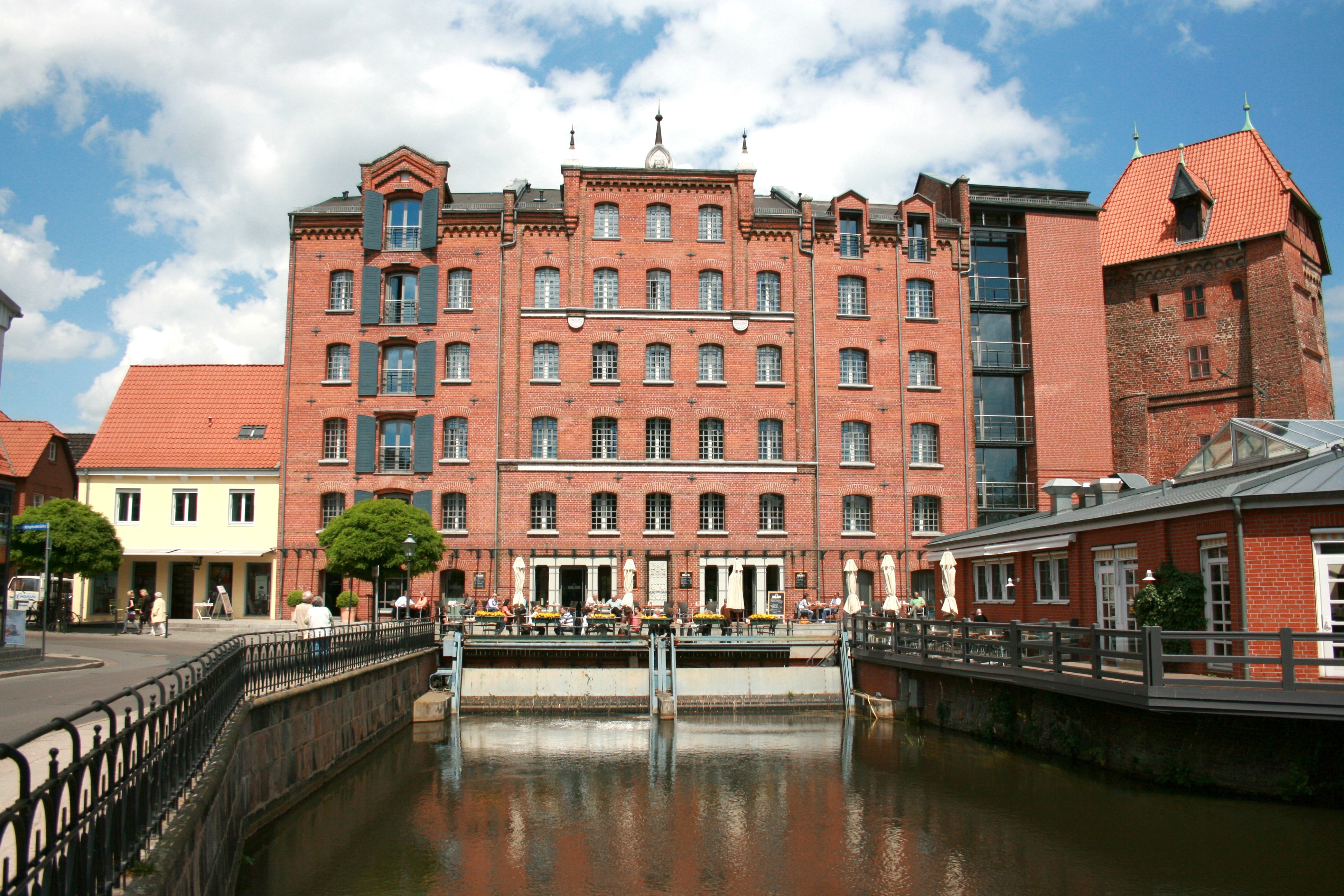
Molí de l'Abat (Abtsmühle) a Lüneburg
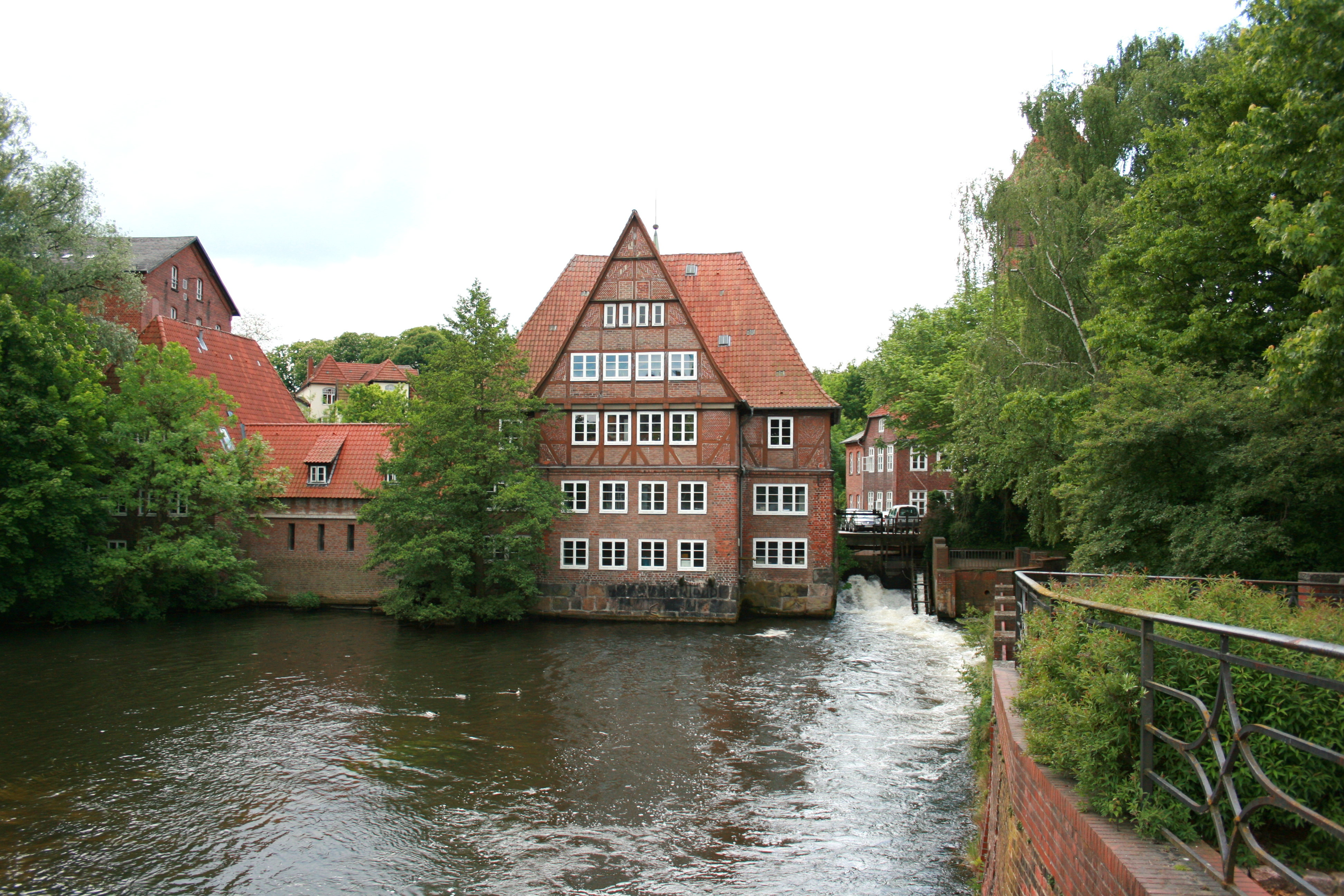
Molí del Consell (Ratsmühle) a Lüneburg
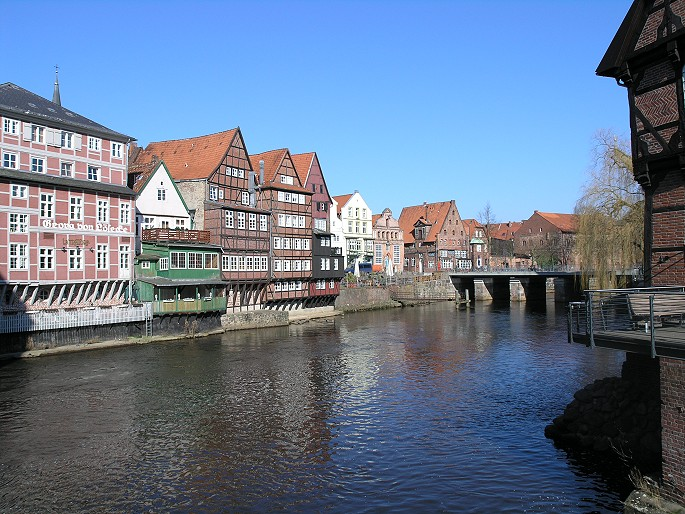
Antic port fluvial de Lüneburg

## Afluents
- Riba dreta: Wipperau, Röbbelbach, Wohbeck, Vierenbach, Dieksbach, Neetze-Kanal, Neetze, Ilaugraben
- Riba esquerra: Bienenbütteler Mühlenbach, Barnstedt Melbecker Bach, Hasenburger Mühlenbach, Luhe

## Llocs d'interès
- La ciutat de Lüneburg i els dos antics molíns de la ciutat
- El sender per a vianants i ciclistes
- El tram per caiac i canoa entre Uelzen i Luneburg
- La landa de la Lüneburger Heide